# Lathropus vernalis
Lathropus vernalis är en skalbaggsart som beskrevs av Leconte 1869. Lathropus vernalis ingår i släktet Lathropus och familjen ritsplattbaggar. Inga underarter finns listade i Catalogue of Life.